# ブラッドフォード・ブルズ
ブラッドフォード・ブルズ（Bradford Bulls）は、イングランド、ウェスト・ヨークシャー、ブラッドフォードにあるプロラグビーリーグクラブである。現在チャンピオンシップ（2部）でプレーしている。これまでにチャレンジカップで5回、リーグ選手権で6回、ワールドクラブチャレンジで3回優勝している。
1907年、ラグビーフットボールリーグ（RFL）の創立メンバーのブラッドフォードFCがサッカーにコードを転向し、ラグビーを続けることを望んだクラブのメンバーによってブラッドフォード・ノーザン（後のブラッドフォード・ブルズ）が結成された。ブラッドフォード・ノーザンはスーパーリーグが開始する1996年にブラッドフォード・ブルズに改名した。ブラッドフォードの主なライバルはリーズ・ライノズであった。また、ハリファックスおよびハダーズフィールドともライバル関係にあった。
2012年、さらに2014年と2016年にも 、クラブは会社管理手続に入った。クラブの引き継ぐためにいくつかの入札が行われたが、いずれも管理者によって認めれられず、2017年1月3日にクラブは清算手続きに入った。ただちに、RFLは基準を発表し、「新たなクラブ」を作るための入札を募った。これは最終的に、クラブの歴史、クラブカラー、バッジ、ホームスタジアム、そして2016年のスコッドから数人の選手を保持したまま、ブルズをただちに復活させる役目を果たした。管理手続と生産のため、クラブは2017シーズンを勝ち点12剥奪されて開始した。2017シーズンを数試合残して、ブラッドフォードの降格のおそれが確定した。2018年はリーグ1でプレーし、2018年10月7日にワーキントン・タウンを破ってチャンピオンシップへの昇格権を得た。

## タイトル

### リーグ
- ディビジョン1/スーパーリーグ:
  - 優勝 (6): 1979–80, 1980–81, 1997, 2001, 2003, 2005
  - リーグ・リーダーズ・シールド優勝 (3):  1999, 2001, 2003
- ディビジョン2/RFLチャンピオンシップ:
  - 優勝 (1): 1973-74
  - チャンピオンシップ・シールド優勝 (1):  2016
- ディビジョン3/リーグ1
  - プレーオフ優勝 (1): 2018
- プレミアシップ:
  - 優勝 (1): 1977-78
- RFLヨークシャーリーグ:
  - 優勝 (1): 1947-48

### カップ
- チャレンジカップ:
  - 優勝 (5): 1943-44, 1946-47, 1948-49, 2000, 2003
- リーグカップ:
  - 優勝 (2): 1974-75, 1979-80
- RFLヨークシャーカップ:
  - 優勝 (12): 1940–41, 1941–42, 1943–44, 1945–46, 1948–49, 1949–50, 1953–54, 1965–66, 1978–79, 1987–88, 1989–90, 2019

## 国際大会
- ワールドクラブチャレンジ:
  - 優勝 (3): 2002 ,2004, 2006

### 所属リーグ
| - 1907-1973: ディビジョン1 - 1973-1974: ディビジョン2 - 1974-1996: ディビジョン1 - 1996-2014: スーパーリーグ（1部） - 2015-2017: チャンピオンシップ（2部） - 2018: リーグ1（3部） - 2019–現在: チャンピオンシップ（2部） |